# (36818) 2000 SG79
2000 SG79 (asteroide 36818) é um asteroide da cintura principal. Possui uma excentricidade de 0.17643400 e uma inclinação de 1.39121º.
Este asteroide foi descoberto no dia 24 de setembro de 2000 por LINEAR em Socorro.